# هدف التنمية المستدامة الثالث
يتعلق هدف التنمية المستدامة الثالث (إس دي جي 3 أو الهدف العالمي 3) بـ«الصحة الجيدة والرفاه»، هو أحد أهداف التنمية المستدامة السبعة عشر التي وضعتها الأمم المتحدة في عام 2015. والصياغة الرسمية للهدف الثالث هي: «ضمان تمتع الجميع بأنماط عيش صحية وبالرفاهية في جميع الأعمار». تغطي غايات الهدف الثالث وتركز على مختلف جوانب الحياة الصحية ونمط الحياة الصحي. ويقاس التقدم نحو الأهداف باستخدام واحد وعشرين مؤشرًا.
يتضمن الهدف الثالث 13 غاية و28 مؤشرًا لقياس التقدم نحو الأهداف. وتعد الغايات التسعة الأولى هي «النتائج المستهدفة»، وتشمل: تخفيض معدل الوفيات النفاسية؛ ووضع نهاية لوفيات المواليد والأطفال دون سن الخامسة؛ ومكافحة الأمراض المعدية؛ وضمان تخفيض الوفيات الناجمة عن الأمراض غير المعدية وتعزيز الصحة العقلية؛ ومنع تعاطي المخدرات وعلاجه؛ وخفض عدد الوفيات والإصابات الناجمة عن حوادث المرور؛ وضمان حصول الجميع على خدمات رعاية الصحة الجنسية والإنجابية وتنظيم الأسرة والتعليم؛ وتحقيق التغطية الصحية الشاملة؛ وتقليل الأمراض والوفيات الناجمة عن المواد الكيميائية الخطرة والتلوث. وتتخلص «الوسائل الأربعة لتحقيق» هدف التنمية المستدامة الثالث في: تنفيذ اتفاقية منظمة الصحة العالمية الإطارية بشأن مكافحة التبغ؛ ودعم البحث والتطوير وحصول الجميع على اللقاحات والأدوية بأسعار معقولة؛ وزيادة التمويل الصحي ودعم القوى العاملة الصحية في البلدان النامية؛ وتحسين أنظمة الإنذار المبكر للمخاطر الصحية العالمية.
يسعى هدف التنمية المستدامة الثالث إلى تحقيق التغطية الصحية الشاملة، التي تسعى إلى تحقيق المساواة في الحصول على خدمات الرعاية الصحية لجميع الرجال والنساء. ويقترح وضع نهاية لوفيات حديثي الولادة والرضع والأطفال دون سن الخامسة (وفيات الأطفال) التي يمكن تفاديها ووضع حد للأوبئة.
تعتبر الصحة الجيدة أساسية للتنمية المستدامة وخطة عام 2030. يركز الهدف الثالث على التفاوتات الاقتصادية والاجتماعية الأوسع، والتحضر، وأزمة المناخ، وعبء فيروس العوز المناعي البشري المستمر والأمراض المعدية الأخرى، دون إغفال التحديات الناشئة مثل الأمراض غير السارية. بالنظر إلى جائحة كوفيد-19 العالمية، يجب إيلاء اهتمام كبير لتحقيق الصحة الجيدة والرفاه على نطاق عالمي.

## خلفية

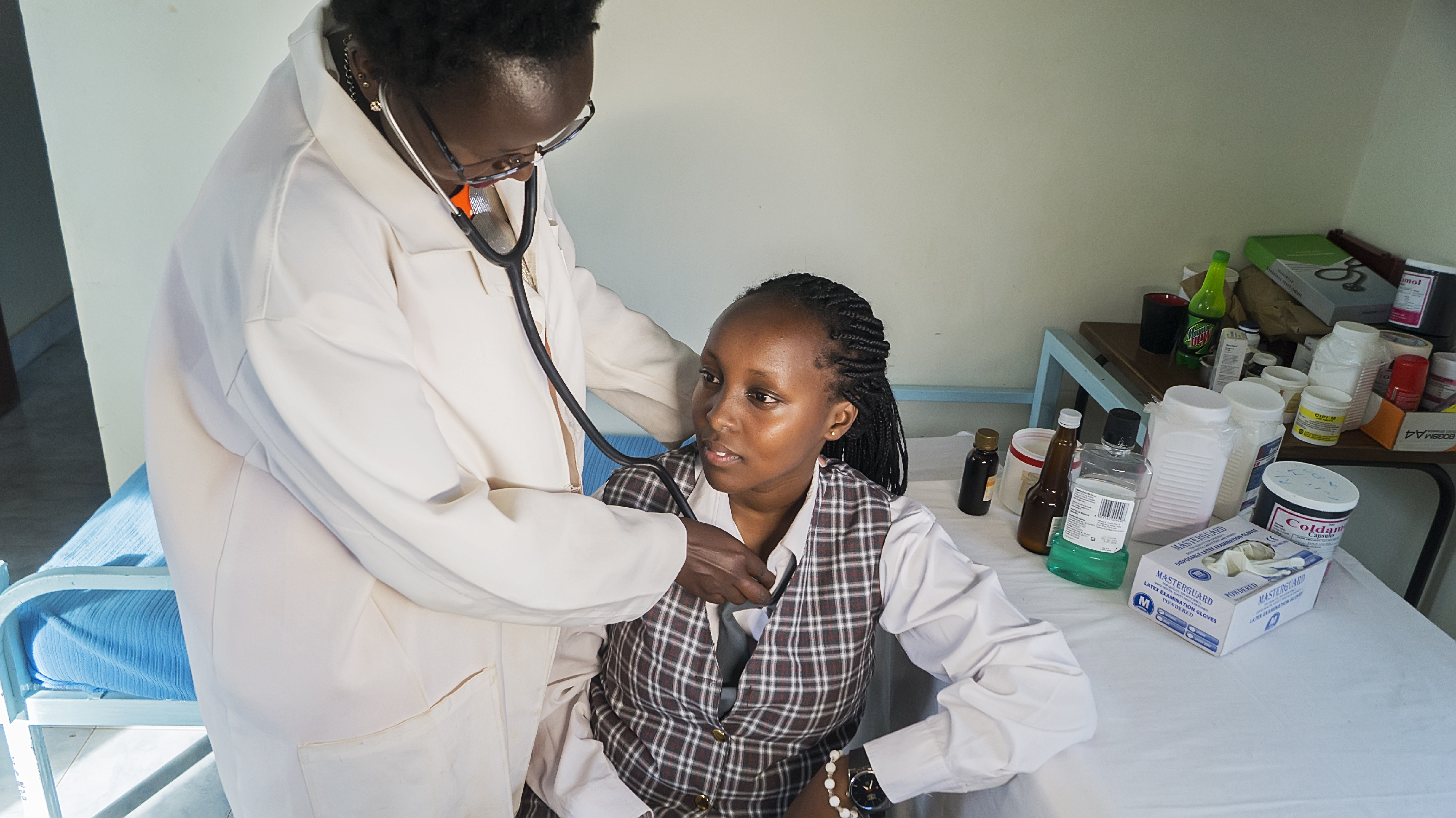
ممرضة مدرسة تفحص صحة طالبة في كينيا

يعتمد ضمان نماء كل طفل وترعرعه على مجموعة من التدخلات شديدة التأثير تشمل: الرعاية الجيدة السابقة للولادة وفي أثناء الولادة والتالية للولادة للأمهات والمواليد الجدد، والوقاية من انتقال فيروس نقص المناعة البشرية من الأم إلى الطفل، والتنميع لحماية الأطفال من الأمراض المعدية والحصول على الغذاء الكافي والمغذي.
أفاد برنامج الأمم المتحدة الإنمائي أنه «يموت كل ثانيتين شخص يتراوح عمره بين 30 و70 عامًا قبل أوانه بسبب أمراض غير معدية مثل أمراض القلب والأوعية الدموية، أو أمراض الجهاز التنفسي المزمنة، أو السكري أو السرطان.»
وفقًا للإحصاءات العالمية «توفى 2.4 مليون طفل في الشهر الأول من الحياة في عام 2019 -نحو 6,700 حالة وفاة لحديثي الولادة كل يوم- مع حدوث نحو ثلث وفيات حديثي الولادة في اليوم الأول بعد الولادة، وحدوث ثلاثة أرباعها تقريبًا في الأسبوع الأول من الحياة». يعد عدم إمكانية الحصول على رعاية صحية جيدة أحد العوامل الرئيسية وراء الأرقام والبيانات الإقليمية التي تكشف عن أن معدل وفيات الأطفال حديثي الولادة كان الأعلى في أفريقيا جنوب الصحراء الكبرى وجنوب آسيا حيث سجلت 27 و25 حالة وفاة لكل 1,000 مولود حي، على التوالي، في عام 2019.
اتخذت خطوات هامة لزيادة متوسط العمر المتوقع والحد من بعض الأسباب الشائعة لوفيات الأطفال والأمهات. انخفض معدل وفيات الأطفال دون سن الخامسة في جميع أنحاء العالم بين عامي 2000 و 2016 بنسبة 47% (من 78 حالة وفاة لكل 1,000 مولود حي إلى 41 حالة وفاة لكل 1,000 مولود حي). ولكن، ظل عدد وفيات الأطفال دون سن الخامسة مرتفع للغاية: 5.6 مليون في عام 2016 وحده. تشكل وفيات المواليد الجدد عددًا متزايدًا من هذه الوفيات، ويعد الأطفال الأكثر فقرًا أكثر عرضة لخطر وفيات الأطفال دون سن الخامسة بسبب عدة عوامل. يسعى هدف التنمية المستدامة الثالث إلى خفض وفيات الأطفال دون سن الخامسة إلى 25 لكل 1,000 مولود حي. ولكن، يحتمل أن تفشل أكثر من 60 دولة في تحقيق هدف التنمية المستدامة لوفيات الأطفال حديثي الولادة لعام 2030 إذا استمرت الاتجاهات الحالية. ولن يحقق نحو نصف هذه البلدان الهدف حتى بحلول عام 2050.

## الأهداف والمؤشرات والتقدم
حددت الأمم المتحدة 13 هدفًا و28 مؤشرًا لهدف التنمية المستدامة الثالث. تأتي مصادر البيانات الرئيسية والخرائط الخاصة بمؤشرات الهدف الثالث من متتبع عالمنا في البيانات الخاص بأهداف التنمية المستدامة. تغطي غايات الهدف الثالث مجموعة واسعة من القضايا تشمل: الحد من وفيات الأمهات (الهدف 3.1)، وإنهاء جميع الوفيات التي يمكن منعها دون سن الخامسة (الهدف 3.2)، ومكافحة الأمراض المعدية (الهدف 3.3)، وضمان الحد من الوفيات بالأمراض غير السارية وتعزيز الصحة النفسية (الهدف 3.4)، والوقاية من تعاطي المخدرات وعلاجه (الهدف 3.5)، والحد من الإصابات والوفيات الناجمة عن حوادث الطرق (الهدف 3.6)، ومنح الوصول الشامل إلى رعاية الصحة الجنسية والإنجابية، وتنظيم الأسرة والتعليم (الهدف 3.7)، وتحقيق التغطية الصحية الشاملة (الهدف 3.8)، والحد من الأمراض والوفيات الناجمة عن المواد الكيميائية الخطرة والتلوث (الهدف 3.9)، وتنفيذ اتفاقية منظمة الصحة العالمية الإطارية بشأن مكافحة التبغ (الهدف 3.أ)، ودعم البحث والتطوير والوصول الشامل إلى اللقاحات بأسعار معقولة والأدوية (الهدف 3.ب)، وزيادة التمويل الصحي ودعم القوى العاملة الصحية في البلدان النامية (الهدف 3.ج) وتحسين أنظمة التحذير المبكر للمخاطر الصحية العالمية (الهدف 3. د).

## الرصد
يحضر الأمين العام للأمم المتحدة تقريرًا سنويًا لتقييم التقدم المحرز في تحقيق أهداف التنمية المستدامة. نشر المنتدى السياسي رفيع المستوى التابع للأمم المتحدة في عام 2017 مراجعة موضوعية لهدف التنمية المستدامة الثالث.
يُعد الاستثمار في الشراكات بين أصحاب المصلحة المتعددين لإزالة الحواجز التي تعترض الخدمات الصحية العادلة التي تستجيب للاحتياجات الصحية السكانية المتزايدة التنوع، وللوصول إلى الأكثر تخلفًا أولًا، أمرًا ضروريًا لخطة التنمية المستدامة لعام 2030.  لذا يجري التأكيد على الالتزام الشديد من جانب الدول الأعضاء في الأمم المتحدة والمجتمع الدولي بضمان الصحة الجيدة والرفاه.

## التحديات

### أثر جائحة فيروس كورونا

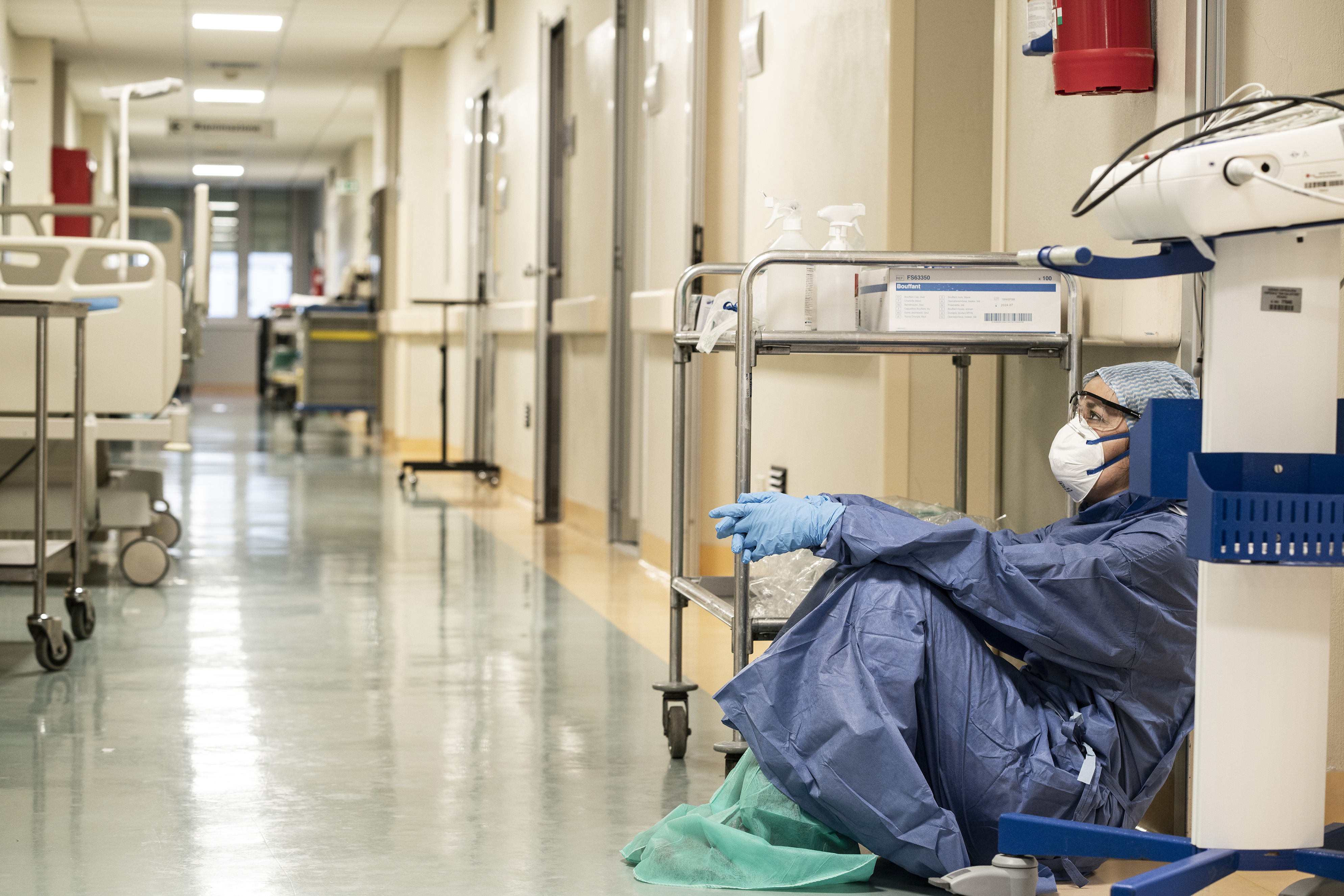
موظفو مستشفى إيطاليون في مستشفى سان سالفاتور في بيزارو بإيطاليا في أثناء جائحة فيروس كورونا.

مثلت جائحة فيروس كورونا في عام 2020 تهديدًا خطيرًا لتقدم هدف التنمية المستدامة الثالث الذي يسعى إلى ضمان حياة صحية ورفاه للجميع. أدت الإغلاقات بسبب انتشار الجائحة في جميع أنحاء العالم إلى إيقاف مختلف الخدمات الصحية مثل تطعيم الأطفال وتنظيم الأسرة وفحص السرطان وغيرها في أكثر من 70 دولة. ووجب توقع وفاة مئات الآلاف من الأطفال دون سن الخامسة في عام 2020. أدت الجائحة إلى إزدحام المرافق الصحية واكتظاظها، وأصبح الكثير من الناس يخشون زيارة هذه المراكز خوفًا من الإصابة بالعدوى.
أهملت معظم الأمراض غير مرض كوفيد أو قوطعت، وتجاوزت أنظمة الرعاية الصحية بدورها طاقتها وقدراتها لتوفير الرعاية المناسبة. شكل ذلك تراجعًا كبيرًا لعقود من التحسين وأعاد التأكيد على حاجة الحكومات إلى إعطاء الأولوية لقضايا الحياة الصحية والرفاه والعمل على تحقيق هدف التنمية المستدامة الثالث.
يجب على حكومات البلدان التي تعاني بالفعل من نقص العاملين الصحيين وأنظمة الرعاية الصحية الأخرى الاستفادة من الدروس المستخلصة من هذه الجائحة وتطوير قدرتها على لمكافحة الأوبئة الصحية في المستقبل وتحقيق تقدم نحو التغطية الصحية الشاملة.